# Le Clochard de Beverly Hills
Pour plus de détails, voir Fiche technique et Distribution.
Le Clochard de Beverly Hills (Down and Out in Beverly Hills) est une comédie américaine réalisée par Paul Mazursky, sortie en 1986.
Il s'agit d'un remake américain du film français Boudu sauvé des eaux (1932) de Jean Renoir, avec Michel Simon.

## Synopsis
Près de Los Angeles, Jerry Baskin, un clochard, veut se suicider après avoir perdu son chien. Il se jette dans la piscine des Whiteman, une riche famille des quartiers chics de Beverly Hills. C'est ainsi qu'il fait leur connaissance et découvre peu à peu leurs excentricités.

## Fiche technique
Sauf indication contraire, les informations mentionnées dans cette section peuvent être confirmées par les bases de données cinématographiques IMDb et Allociné,  présentes dans la section « Liens externes ».
- Titre original : Down and Out in Beverly Hills
- Titre français et québécois : Le Clochard de Beverly Hills[1],[2]
- Réalisation : Paul Mazursky
- Scénario : Leon Capetanos et Paul Mazursky, d'après l'oeuvre de René Fauchois
- Musique : Andy Summers
- Direction artistique : Todd Hallowell
- Décors : Pato Guzman
- Costumes : Albert Wolsky
- Photographie : Donald McAlpine
- Son : Kevin F. Cleary, David Dockendorf, William L. Stevenson, James E. Webb, Paul Wells
- Montage : Richard Halsey
- Production : Paul Mazursky
  - Production associée : Geoffrey Taylor
  - Coproduction : Pato Guzman
- Sociétés de production : Touchstone Films et Silver Screen Partners II
- Société de distribution : Buena Vista Pictures Distribution (États-Unis et Canada)
- Budget : 14 millions de $[3],[4]
- Pays de production :  États-Unis
- Langue originale : anglais
- Format : couleur couleur (Technicolor) / (DeLuxe) — 35 mm — 1,85:1 (Panavision) — son Dolby stéréo
- Genre : comédie
- Durée : 103 minutes
- Date de sortie[5] :
  - États-Unis : 31 janvier 1986
  - France : 17 septembre 1986[6]
  - Belgique (Gand) : 23 octobre 1986
- Classification :
  - États-Unis : les enfants de moins de 17 ans doivent être accompagnés d'un adulte (R – Restricted)
  - France : tous publics[7]
  - Québec : tous publics (G - General Rating)[1]

## Distribution
- Nick Nolte (VF : Alain Dorval) : Jerry Baskin
- Richard Dreyfuss (VF : Bernard Murat)  : David « Dave » Whiteman
- Bette Midler (VF : Élisabeth Wiener) : Barbara Whiteman
- Evan Richards (VF : Luq Hamet) : Max Whiteman
- Elizabeth Peña (VF : Annie Balestra) : Carmen
- Tracy Nelson (VF : Béatrice Agenin) : Jenny Whiteman
- Little Richard (VF : Sady Rebbot) : Orvis Goodnight
- Felton Perry (VF : Roger Lumont) : Al
- Paul Mazursky (VF : Jacques Richard) : Sidney Waxman
- Valerie Curtin : Pearl Waxman
- Michael Yama (VF : Roger Crouzet) : Nagamichi
- Donald F. Muhich (VF : Jean-Pierre Dorat) : le docteur Von Zimmer
- Geraldine Dreyfuss (VF : Paule Emanuele) : Sadie Whiteman
- Sue Kiel (VF : Béatrice Delfe) : Roxanne Philibossian
- Dorothy Tristan (VF : Séverine Morisot) : Dorothée
- Reza Bashar (VF : Maïk Darah) : madame Walsbourg
- Pearl Huang (VF : Danielle Volle) : la traductrice du ministre asiatique
- Irene Tsu : Sheila Waltzberg

## Distinctions

### Sélection1986
- Festival du cinéma américain de Deauville : premières - hors compétition pour Paul Mazursky

### Récompense1987
- BMI Film and TV Awards : Prix BMI de la meilleure musique de film pour Andy Summers

### Nominations1987
- Casting Society of America : meilleur casting pour un film de comédie pour Ellen Chenoweth
- Golden Globes :
  - Meilleur film musical ou de comédie
  - Meilleure actrice dans une comédie ou une comédie musicale pour Bette Midler
- National Society of Film Critics Awards : meilleure photographie pour Donald McAlpine
- Writers Guild of America Awards : meilleur scénario adapté pour Leon Capetanos et Paul Mazursky

## Éditions en vidéo
En France, le film Le Clochard de Beverly Hills est sorti en DVD le 10 janvier 2004.